# Caspar Clemens Pickel

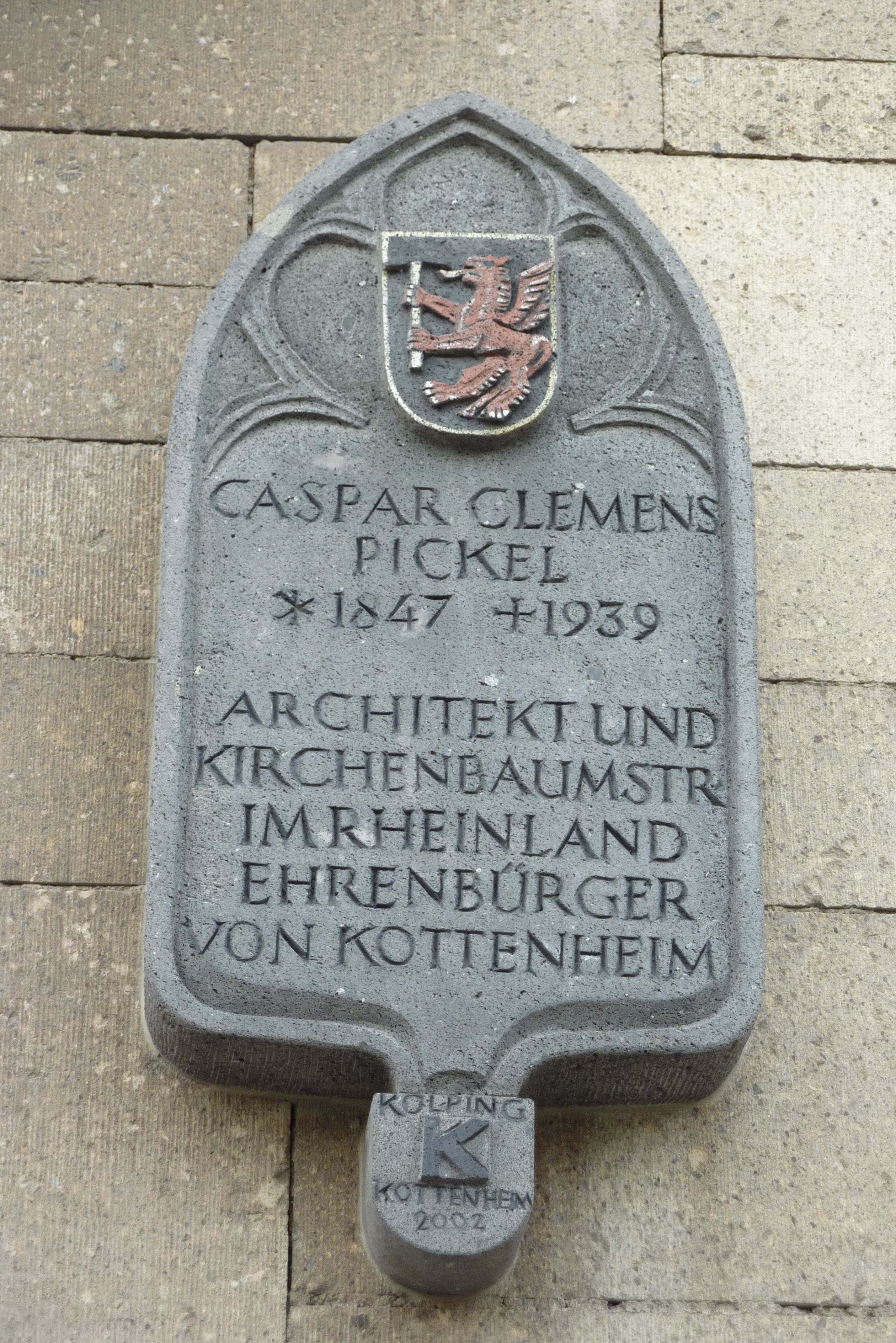
Gedenktafel in Kottenheim

Caspar Clemens Pickel (* 8. April 1847 in Kottenheim bei Mayen; † 7. November 1939 in Düsseldorf) war ein deutscher Architekt, der vor allem auf dem Gebiet des katholischen Kirchenbaus in Westdeutschland tätig war.

## Leben
Caspar Clemens Pickel kam 1847 als Sohn des Basaltgrubenbesitzers und Gemeindevorstehers Caspar Pickel und dessen Ehefrau Catharine geb. Doll in Kottenheim zur Welt. Er besuchte 1861–1864 die Provinzialgewerbeschule in Koblenz und studierte ab 1865 an der Berliner Bauakademie. 1867 fand er eine Anstellung als Mitarbeiter im Büro des Architekten August Rincklake in Düsseldorf. Von 1870 bis 1876 arbeitete und lebte Pickel in Essen, wo er die Ausführung mehrerer Bauten von Rincklake betreute. 1876 übernahm Pickel das Düsseldorfer Büro von Rincklake, der nach Braunschweig ging, und führte es erfolgreich fort.
Pickel wurde von seiner Heimatgemeinde Kottenheim mit der Ehrenbürgerwürde ausgezeichnet, er trug den Ehrentitel (königlich preußischer) Baurat und besaß den preußischen Roten Adlerorden 4. Klasse sowie den päpstlichen Silvesterorden. Er war Mitglied im Düsseldorfer Künstlerverein „Malkasten“ und im Bund Deutscher Architekten (BDA).

## Bauten (Auswahl)

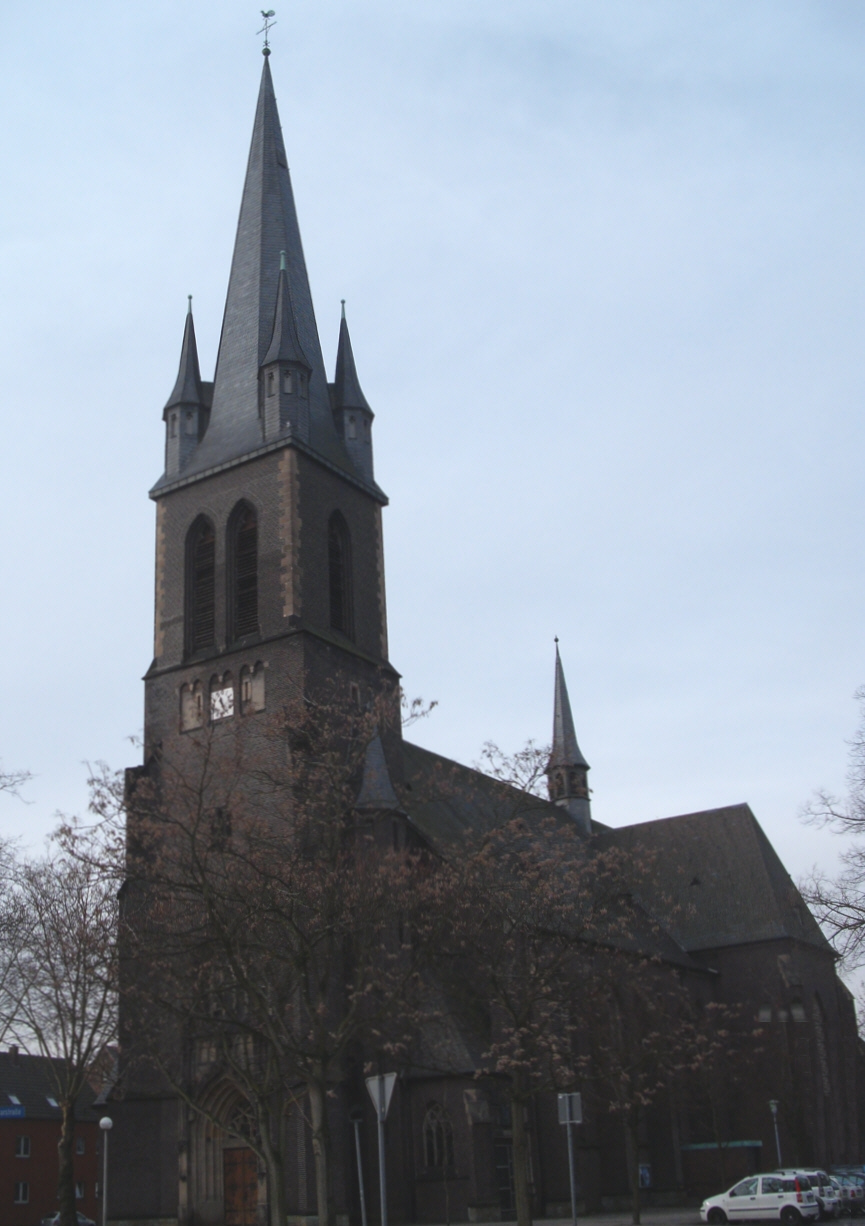
Herz-Jesu-Kirche in Sterkrade

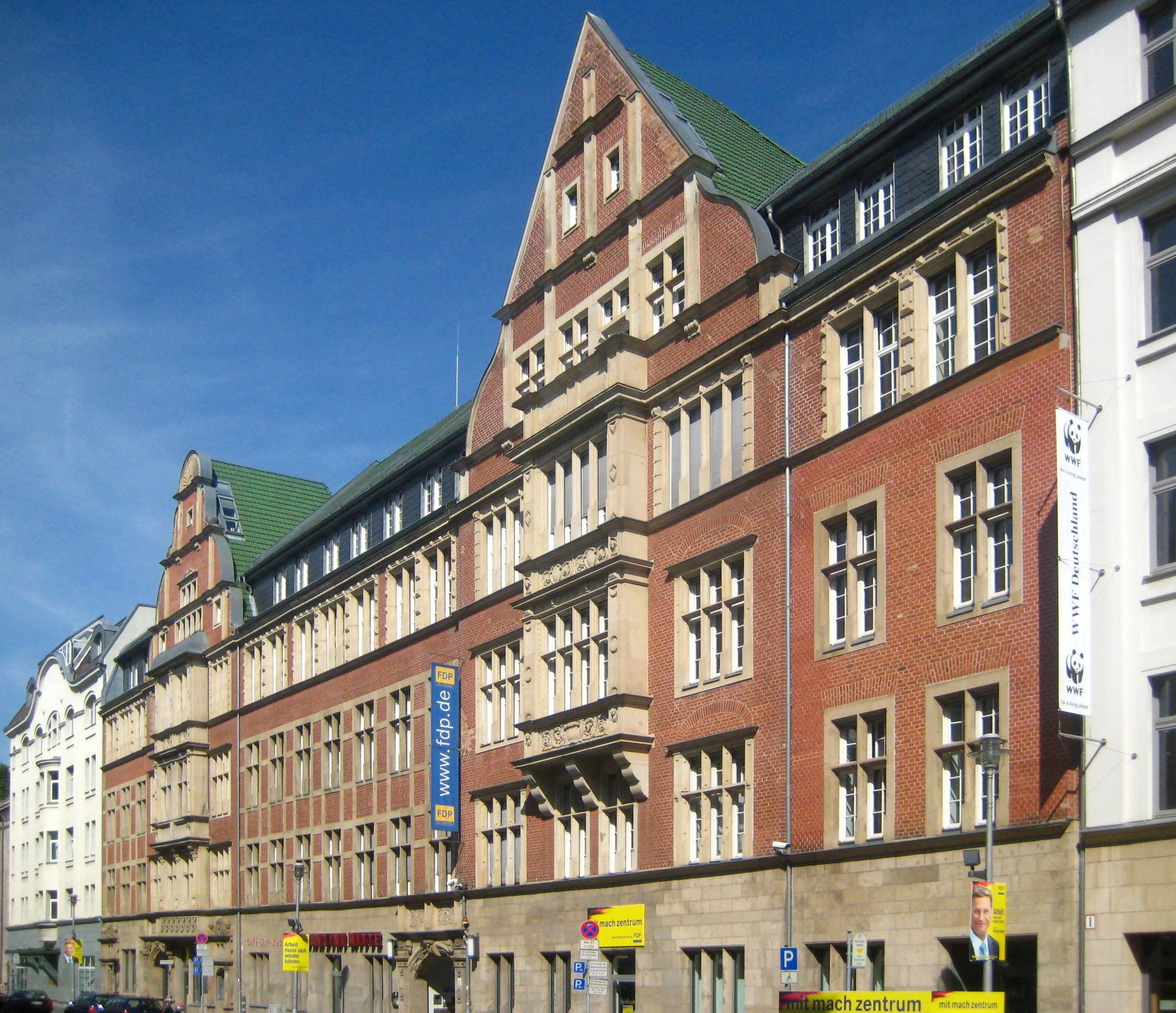
Hans-Dietrich-Genscher-Haus in Berlin

- 1881–1883: katholische Pfarrkirche St. Paulinus in Welling
- 1881: Kapelle des Marien Hospitals in Düsseldorf (mit Rincklake), abgegangen
- 1883–1886: Wiederaufbau der katholischen Pfarrkirche St. Georg in (Schwalmtal-) Amern (mit Rincklake)
- 1887–1898: katholische Pfarrkirche St. Josef in Krefeld
- 1888–1890: katholische Maria Himmelfahrt in Mülheim-Kärlich
- 1888–1890: katholische Pfarrkirche St. Barbara, Cornelius und Zyprianus in Weibern
- 1888–1891: katholische Pfarrkirche St. Johannes der Täufer in Brohl-Lützing
- 1890–1892: katholische Kirche St. Mariä Himmelfahrt in Düsseldorf-Flingern[1]
- 1891–1896: Neu St. Heribert in Köln-Deutz
- 1892–1895: katholische Pfarrkirche St. Marien in Hagen
- 1893–1895: katholische Marienkapelle (Filialkirche) in Adenau (unter Denkmalschutz)
- 1894: katholische Kapelle St. Maria Virgines in Dedenbach
- 1895–1898: katholische Pfarrkirche St. Peter in Düsseldorf[1]
- 1896: katholische Kirche St. Dionisius in Ringen, Grafschaft (Rheinland)
- um 1900: Kapelle des katholischen St.-Elisabeth-Hospitals in Bochum[2]
- 1900–1902: Erweiterung der katholischen Dreifaltigkeitskirche in Weißenthurm
- 1900–1903: katholische Liebfrauenkirche mit Kapuzinerkloster in Oberhausen-Sterkrade
- 1900–1903: katholische Pfarrkirche St. Johannes Nepomuk in Kripp
- 1902–1904: Dominikanerkloster Köln
- 1903–1904: katholische Pfarrkirche St. Josef in Oberhausen-Buschhausen
- 1903–1905: katholische Pfarrkirche St. Martin in Wankum
- 1904: Erweiterung der katholischen Pfarrkirche St. Nikolaus in Kottenheim[3]
- 1904: katholische Pfarrkirche St. Peter und Paul in Kranenburg (Niederrhein)
- 1904–1906: Kirche des ehemaligen Klosters St. Anna in Remagen
- 1904–1907: katholische Pfarrkirche St. Apollinaris in Düsseldorf-Oberbilk
- 1906–1907: katholische Klosterkirche und Kloster St. Dominikus in Datteln-Meckinghoven[4]
- 1905–1907: katholische Herz-Jesu-Kirche in Oberhausen-Sterkrade
- 1908: katholische Pfarrkirche St. Lambertus in Kirchdaun (Bad Neuenahr-Ahrweiler)
- 1908–1912: St. Maria-Victoria-Heilanstalt (heute Hans-Dietrich-Genscher-Haus) in Berlin
- 1909–1911: Umgestaltung und Erweiterung der katholischen Pfarrkirche St. Peter in Büderich (Wesel)
- 1909–1912: Theresienhospital in Düsseldorf, Altestadt 2
- 1910: katholische (Dominikaner-)Kirche St. Maria Victoria in Berlin (1929 wegen Senkungsschäden beim U-Bahn-Bau abgerissen)
- 1910–1915: Erweiterung der katholischen Pfarrkirche St. Helena in Mönchengladbach-Rheindahlen
- 1911: Glockenturm für die katholische Pfarrkirche St. Vitus in Oedt
- 1911–1912: katholische Pfarrkirche Herz Jesu in Mayen
- 1911–1915: Erweiterung der katholischen Pfarrkirche St. Nikolaus in Königsfeld (oder von Peter Marx)
- 1914–1915: Erweiterung der katholischen Pfarrkirche St. Michael in Hagen-Wehringhausen